# Ancienne église Saint-Martin d'Illfurth
L'ancienne église Saint-Martin est un monument historique situé à Illfurth, dans le département français du Haut-Rhin.

## Localisation
Ce bâtiment est situé place de l'Abbé-Bochelen à Illfurth.

## Historique
Le sanctuaire a d'abord été une chapelle dédiée à saint Nicolas puis à saint Martin. Elle est au Moyen Âge l'église mère d'Illfurth, de Heidwiller et de Tagolsheim, puis reste jusqu'au XVIIIe siècle l'église paroissiale d'Illfurth.
L'édifice fait l'objet d'un classement au titre des monuments historiques depuis 1991.

## Architecture
La partie classée est l'ancienne tour-chœur  construite vers 1300, ornée de peintures murales au XVe siècle et transformée en 1742 en clocher-porche d'une église détruite en 1971.